# باشگاه فوتبال ویگان اتلتیک
باشگاه فوتبال ویگان اتلتیک (به انگلیسی: Wigan Athletic) باشگاه فوتبال انگلیسی است که در ویگان یکی از شهرهای منطقه منچستر بزرگ قرار دارد.
باشگاه ویگان در سال ۱۹۳۲ تأسیس شده‌است. این باشگاه مدتی نه چندان درخشانی را هم در لیگ برتر فوتبال انگلیس گذرانده که بدترین و پرگل‌ترین باخت خود را نیز در آن زمان تجربه کرد.در ۲۲ نوامبر ۲۰۰۹ آن‌ها مقابل تیم تاتنهام هاتسپر قرار گرفتند که نتیجه آن دیدار ۹–۰ به سود تاتنهام شد به اتمام رسید.

## افتخارات
جام حذفی فوتبال انگلستان
۲۰۱۳